# Grandval (Berna)
Grandval (antiguamente en alemán Granfelden) es una comuna suiza del cantón de Berna, situada en el distrito administrativo del Jura bernés. Limita al norte la comuna de Rebeuvelier (JU), al este con Crémines, al sur con Gänsbrunnen (SO), y al oeste con Eschert, Belprahon y Roches.
Hasta el 31 de diciembre de 2009 situada en el distrito de Moutier.

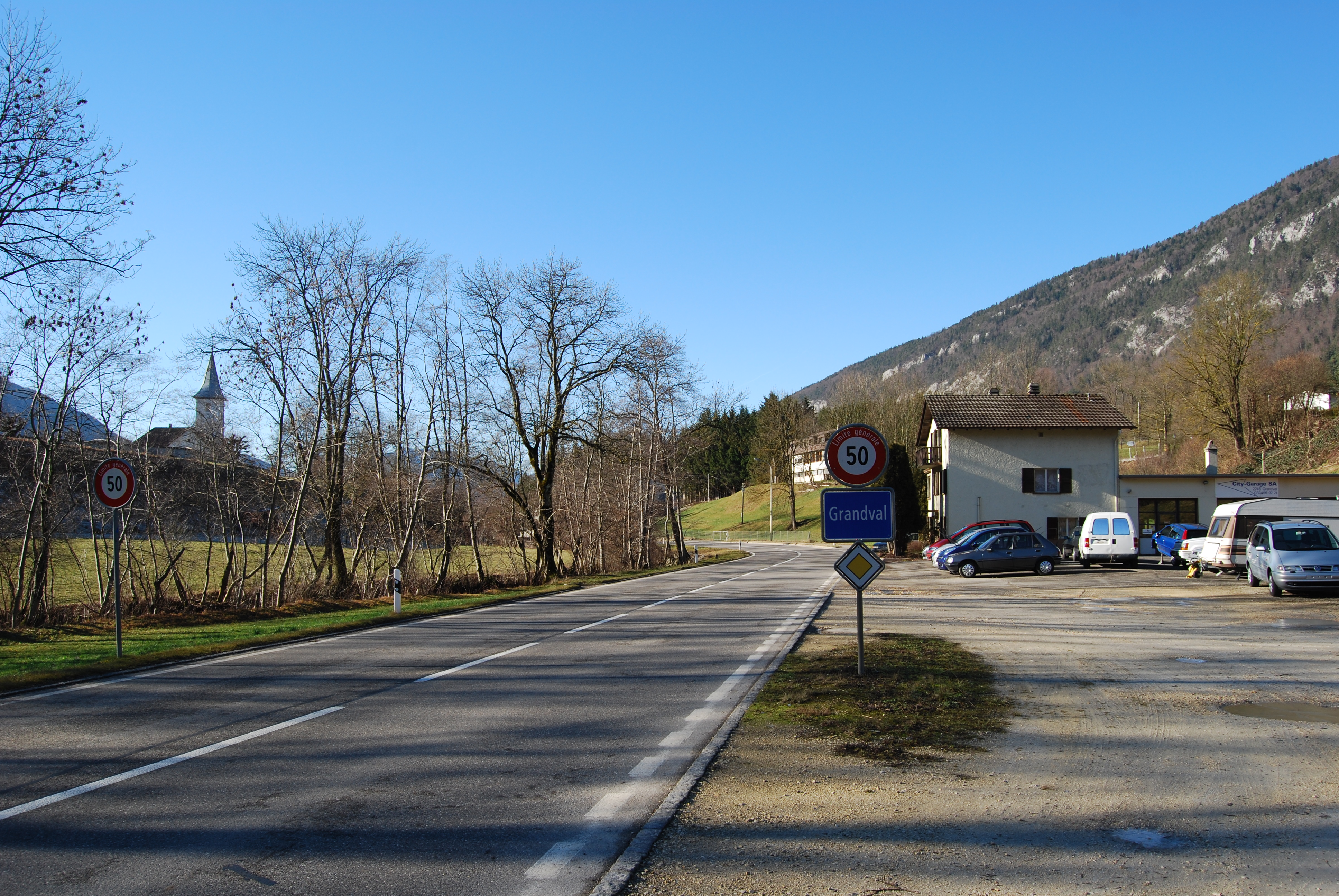
Grandval

## Historia
De 1797 a 1815, Grandval perteneció a Francia, la comuna formaba parte del departamento de Monte Terrible, y a partir de 1800, del departamento del Alto Rin, al cual el departamento de Monte Terrible fue anexado. En 1815, luego del Congreso de Viena, el territorio del antiguo Obispado de Basilea fue atribuido al cantón de Berna. 
Actualmente la comuna forma parte de la región del Jura bernés, la parte francófona del cantón de Berna.

## Transporte
- Línea ferroviaria Moutier - Soleura.
- Autopista A16 (en construcción)